# El cuaderno de Nippur
El cuaderno de Nippur es una obra literaria y plástica de la arquitecta, dibujante, bloguera y tuitera argentina María Marie Vázquez (8/4/1972-21/4/2015), que confeccionó a mano como legado para su hijo Nippur (por entonces de 2 años), durante sus siete meses de convalecencia entre una operación por un cáncer de ovarios en estado avanzado (septiembre de 2014) y su muerte.
Si bien no había sido escrito a tal fin, fue publicado seis meses después y se transformó inmediatamente en un suceso de ventas que forzó una segunda y tercera edición a pocos días de su lanzamiento. En enero de 2016 salió una cuarta edición.
Está prevista su publicación en España para el 2016.

## Historia del libro

### La autora
María Vázquez (más conocida por su apodo Marie) nació el 8 de abril de 1972 en la Ciudad de Buenos Aires. Estudió en el Colegio Nacional de Buenos Aires y se recibió de arquitecta en la FADU.
En 2011, tras 20 años de relación y 13 de convivencia, se casó con Sebastián Corona, y el 11 de noviembre nació su único hijo: Nippur.
De profesión arquitecta, su verdadera vocación eran la escritura y el dibujo, que volcó a través de su actividad en las redes sociales: mantuvo varios blogs personales, participó del blog colectivo "Revista Cotorra" —que derivó en el programa radial "Alerta Cotorra" (2011/12)— y finalmente en Twitter donde, ya antes de contraer la enfermedad, contaba con miles de seguidores.

#### Celebridad
El 19 de septiembre de 2014, Marie fue operada de lo que resultó ser un cáncer de ovario en estado muy avanzado.
Al retornar del hospital, decidió no ocultar su dolencia y compartir sus circunstancias en la red. A raíz de la repercusión que generaron sus tuits que fue convocada a escribir en el portal cultural La Agenda del Gobierno de la Ciudad de Buenos Aires. La nota, El show de Kimmy Oh, resultó la más leída del año del portal.
Seis meses tras la operación, a fines de marzo de 2015, Marie es internada y recibe la noticia de que su estado es terminal. Los tuits con que lo anuncia: «Acá estoy, internada hace dos días. Las cosas tomaron un rumbo hacia lo peor y no hay mucho más qué hacer salvo esperar. Cuestión de días», «Hasta el final con una sonrisa y el puño apretado, pero es el final», rápidamente se viralizan atrayendo la atención de los medios. Su historia fue publicada (en tapa) por el diario Clarín, por el Diario Popular, y fue entrevistada por vía telefónica en la TV.
Cuando al fin se produjo su muerte, el 21 de abril, la noticia tuvo gran repercusión en todos los medios del país. Hacia fin de año, ya con el libro publicado, fue destacada por los diarios Infobae como una de «Las 10 mujeres más influyentes de la Argentina en el 2015» y La Nación como una de «Las 50 personas que nos inspiraron en 2015».
Todos los medios coincidieron en señalar que su salto a la celebridad no fue tanto por comunicar su estado y su final, sino por hacerlo manteniendo su estilo característico hasta las últimas consecuencias. «Siempre echando mano al humor y a la ironía (...) el aliento de la parca respirando en la nuca. María la huele, la percibe a sus espaldas y sin embargo decide darse vuelta, mirarla a la cara y enfrentarla. Habla de aceptación (...) enfrentar a la muerte echándole una mirada burlona». «Sin metáforas, desde lo más aterrador hasta lo más gracioso (...) Con crudeza, ironía, sarcasmo». «Miles y miles van a recordarla como la mujer que, sin buscarlo (ella prefería vivir, no dejar una enseñanza), enseñó a ver la vida y la muerte de otra manera. Y, sobre todo, que en el amor se puede creer». «Siempre con un tono irónico y remarcando que no había nada de lo que los enfermos debieran sentir vergüenza». «No embelleció nada en su relato. Habló de su cuerpo y sus padecimientos, con un humor imposible. (...) Tan real, tan humano fue su relato que muchas veces me encontré tapándome a medias los ojos para seguir leyéndola. (...) No había pose (...) no buscó agradar. Se rió de su desgracia (...) María fue una cronista aguda de su agonía. (...) Una mujer irreverente (...) Una tuitera sagaz y brutal (...) que nos enseñó mucho sobre el poder de contar con el corazón». «Si la historia conmovió de entrada, hay que decir, lo fue porque María supo cuál sería el final pero así y todo lo encaró con grandeza y una ironía que no hizo más que sumarle miles de seguidores en Twitter. María habló de aceptación y nunca quiso ponerse en el lugar de víctima». «Con profunda valentía y entereza decidió compartir su lucha (...) Un legado trascendente en primera persona para los que sufren y sufrirán. Y un gran aprendizaje, muy duro, para el común de los mortales (...) tomó una postura complemente diferente: contó su enfermedad desde el humor, que fue su gran aliado y compañero».

### Redacción
Apenas recuperada de la intervención quirúrgica, y ante el pronóstico de una casi segura muerte cercana, Marie se dispuso a volcar en cuaderno todo lo que quería dejarle dicho a su hijo de por entonces dos años: «un libro que escribí (y sigo escribiendo) para que mi hijo me pueda conocer si las cosas salen mal».  Escribió a mano y dibujó en él durante los siete meses siguientes, hasta terminarlo pocos días antes de morir, en la habitación 104 del Sanatorio de la Providencia donde pasó internada sus últimas semanas. «Ella no pensaba en su imagen pública ni en la posteridad. (...) Lo que sí la torturaba, de ahí el cuaderno, era la necesidad de que Nippur la conozca, la entienda, y sienta por siempre el tremendo amor que le tenía. No, perdón, que le tiene. Eso no muere nunca.»

### Publicación
Entre las amigas que la visitaban en el sanatorio y leían el cuaderno había dos escritoras: Melina Pogorelsky y Mariana Eva Pérez, que le sugirieron a Marie que la obra era digna de publicarse y le pidieron autorización para mostrarlo a editoriales, a lo que ella accedió entusiasmada. Una copia del material llegó a Editorial Planeta de Argentina, que decidió publicarlo. El libro salió a la calle el 2 de noviembre de 2015 (a poco más de seis meses de la muerte de Marie), con una primera edición de 3.500 ejemplares, que se agotó en pocos días, por lo cual se realizaron dos ediciones más, de 4.000 ejemplares cada una, que llegaron a las librerías en diciembre.

## El libro

### Género
Es muy difícil encuadrarlo dentro de un género literario. «Es un libro que se publica por mérito propio, pero que no fue concebido con ese fin. Un libro sin género y sin colección. Es un libro escrito para un chico, pero no es un libro infantil (...) "Es un nuevo género: mina que se está muriendo con un hijo de tres años y va a volcar su alma en las páginas para que el nene sepa cómo era ella", improvisa Sebastián». Tampoco es estrictamente una autobiografía, ni un diario íntimo. De hecho, las librerías no saben dónde ubicarlo (algunas lo exhiben erróneamente en la sección de autoayuda).

### Contenido
El cuaderno de Nippur consta de 60 "capítulos" (en realidad 59, ya que el 53 no existe), más unas finales «Apostillas para un Nippur más grande», a lo largo de los cuales Marie le va relatando a su hijo cómo es ella, su historia, sus ideas, consejos, deseos y sentimientos. «Un enorme MAMÁ TE AMA abre el capítulo 1 del cuaderno/libro “que mamá Marie escribió para Nippur chiquito" que, le explica, es “un cuento de cómo era mamá cuando era chiquita. De las cosas que hacía y lo que le gustaba, de sus amigos (¡y enemigos!), de su familia, de su casa, su escuela, su barrio, su club. De sus comidas favoritas, sus mascotas. De Puck y Susy secretos del corazón y de la Guerra de las Galaxias”. (...) En el capítulo 13 le habla de la yeta “de enfermarse así” y de cuánto extraña a salir a pasear con él y le dibuja una amuleto pata de conejo (“usala con prudencia”). Hace listas de películas y palabras preferidas (alcanfor, batahola, patitieso, zalamero), de cosas que le gustan y las que no, de lo que le da miedo, terror y de los monstruos. Le escribe (y dibuja) sobre la quimioterapia “unos súper remedios para sacarse lo malo de adentro”. Y en unas apostillas para Nippur más grande lo conmina: “Hacé muchas cosas que te gusten. Muchas. No te privés. No dudés. Pero tratá de mantener la boludez al mínimo. Pasión y amor”. Dice que “nunca jamás” podrá explicarle cuánto lo ama, ni el gozo de ver sus expresiones y la bronca de haberse ido tan pronto(...) Es un libro para cualquiera, porque en definitiva de lo que habla es de la vida, de la muerte y del amor. Tres cosas más universales no puede haber». «Todo lo que una mamá desea contarle a su hijo y de pronto, la muerte te apura y te empuja a resumir en un cuaderno lo que querías transmitir durante una vida más larga (...) la magia inunda cada página y la voz de Marie se transforma en la voz de todas las madres».
En cuanto al estilo, es una obra íntegramente manuscrita, con textos, figuras y dibujos llenos de color. Escrito en primera persona con Nippur como destinatario, predomina un tono alegre y divertido (con algunos pasajes de mayor melancolía). «Este libro, como todo lo que escribió y dibujó Marie desde que se enfermó, está en lucha declarada contra el tabú del cáncer y la muerte, pero las palabras y las imágenes que elige para contar esta historia son de una delicadeza y un cuidado infinitos (...) El dolor aparece en el trazo cada vez más difícil».

### La edición
El libro es una réplica exacta del cuaderno original. Fue digitalizado y retocado página por página, incluyendo la tapa (se aprecia el entramado de la tela). «El contenido llegó a la editorial, donde tras considerarlo "glorioso" se puso en marcha un trabajo prácticamente artesanal para reproducirlo tal cual y preservar al máximo el original, al punto que lo escanearon sin desarmarlo. Fue impreso en papel con acabado rústico, en cinco colores en lugar de cuatro, porque Marie inundó las páginas de un naranja flúor que era imposible lograr de otra manera. Además contiene dos inserts: un sobre con un poema en su interior y un desplegable, copias exactas de los que la autora pegó en las hojas. El diseño de la tapa es mérito de Sebastián, que en un rapto de iluminación recordó que su mujer amaba la Sylvaletra».
Los únicos agregados son un anexo final de "Gratitud", redactado por el viudo de Marie, y un texto de contratapa obra de Robin Wood, el creador del personaje de historietas Nippur de Lagash (en honor al cual fue llamado el niño) y fanático declarado del Cuaderno.

## Recepción
El anuncio de la publicación de El cuaderno de Nippur en la cuenta de Twitter de Marie (mantenida in memoriam por la familia) generó gran expectativa entre sus más de 12.000 seguidores, y apenas llegó a las librerías gran cantidad de usuarios de redes sociales comenzaron a compartir fotos de su ejemplar y sus impresiones sobre el libro. Cabe atribuir a tal viralización el éxito inmediato, dado que el caso concitó atención mediática cuando ya era un suceso de ventas.
Comenzó a recibir entonces amplia cobertura periodística, en especial a partir de que el diario Clarín anunciase en tapa que, a apenas 10 días del lanzamiento, el libro estaba agotado. Las reseñas fueron unánimemente favorables, destacando tanto la historia detrás del libro, como el valor artístico de la obra en sí y el mensaje que transmite.
En Clarín (en una de las notas más leídas del año) Florecia Cunzolo escribió: «Es un libro que se publica por mérito propio (...) lleno de vida y colores, escrito por una mamá joven que se prepara para la muerte, pero que sólo quiere legar felicidad». En la editorial de la edición del 14 de noviembre, Ricardo Roa dijo: «No es sólo para Nippur. Puede ser para los hijos de todos: es el testimonio de que una madre que ama no se muere y sigue viva dentro de su hijo. Marie nos da una lección (...) Se moría y escribía un libro lleno de vida y lleno de sabiduría, de humor y de enseñanzas de madre (...) Podemos imaginarla en el sanatorio apasionada, escribiendo y dibujando cosas bellísimas». En la Revista Ñ, suplemento cultural del diario, Diego Marinelli: «Uno de los más particulares y emocionantes best-séllers de la historia de los best-séllers (...) decidió que iba a pasar el tiempo que le restaba en esta tierra haciendo las dos cosas que mejor sabía hacer: dibujar y querer a su hijo. De esa fusión de saberes nació (...) este precioso cuaderno de notas, ornamentado con biromes y marcadores a lo largo de siete meses de internaciones, fue publicado por la editorial Planeta y se convirtió en un fenómeno alucinante».
En La nación, Javier Navia (en la editorial de la revista dominical del diario): «Es la historia de una heroína que no vivió en Lagash sino entre nosotros. No pretendió enseñarnos nada porque tan solo quería vivir, pero nos dejó lo mejor que tenía: la sabiduría para comprender lo esencial de la vida, por lo que vale la pena luchar. El cuaderno es para Nippur, pero nos sirve a todos». Verónica Lozano escribió: «Bello y conmovedor relato de esta dulce y ácida mujer (...) Marie tuvo el coraje de plasmar su corazón y su alma inquieta y sabia (...) sus dibujos (hermosos y geniales) (...) La autora es una mamá con conciencia de finitud, una heroína con el humor como espada». Y en la revista femenina Ohlalá, Inés Sainz: «Este libro es el testimonio de una madre elevada a la enésima potencia (...) Pude apreciar rincones, pasajes, detalles que son de una belleza, de una sensibilidad, de un desparpajo... De una ternura».
En Infobae, Karina Deschamps: «Ella era vida y lo supo transmitir con optimismo y escaso lamento (...) todo lo que está en el cuaderno fue hecho a mano por ella antes de morir. Sus páginas son graciosos y emotivos relatos, mensajes, cuentos, poemas y dibujos (...) Amaba la vida. La tomaba con pasión, humor, ironía».
En el diario Página 12, Malena Rey: «Simple y universal. Triste y directa. Sin final feliz ni cielos con angelitos. María (...) le marca sutilmente la cancha para que se convierta en una buena persona, sin solemnidad sino con ternura, dibujos y marcadores de colores (gran mérito editorial es haber reproducido el cuaderno tal cual Marie, que era arquitecta y dibujante, lo realizó) (...) Es conmovedor hasta las lágrimas (...) encierra algo poderosísimo, que difícilmente logren las mejores obras literarias: una identificación universal con ese binomio madre-hijo, ese lazo invisible por el cual una madre cuida y defiende y educa a su hijo ante todo (...) Marie toca una fibra sensible que destila un amor puro y sano, irremplazable y fundamental (...) Las últimas páginas son desgarradoras pero profundamente dulces».
En la Revista 23, Deborah Maniowicz: «Una joya de la literatura del yo (...) escrito para un chico pero que lejos está de la categoría “libro infantil”. Un relato del amor diario entre una madre y un hijo. Que habla de los vínculos, de la vida y de la muerte. El libro tiene una pluma sincera, cruda y amorosa. Son 60 capítulos y muchas páginas sin numerar repletas de dibujos, colores y corazones».
Similar recepción recibió en diversas notas televisivas, radiofónicas y gráficas en medios de todo el país.
En Goodreads, los lectores le han otorgado una puntuación de 4,65 (sobre 5).